# Kurt Zierold (Bergmann)
Kurt Zierold (* 5. November 1902 in Zschocken; † 7. März 1965 ebenda) war ein deutscher Bergmann und Kommunist. Von 1948 bis 1961 leitete er den VEB Steinkohlenwerk Deutschland in Oelsnitz.

## Leben
Zierold wurde 1902 als Sohn eines Maurers als eines von fünf Kindern im westsächsischen Zschocken geboren. Nach der Volksschule erlernte er ab 1917 den Beruf eines Wagenschmieds, in dem er danach auch arbeitete. 1920 wurde Zierold Mitglied im Deutschen Metallarbeiter-Verband (DMV) und engagierte sich aktiv im sogenannten Arbeitersport als Schwimmer, Ringer und Gewichtheber. 
1921 erhielt er als Schmied in der Hohndorfer Steinkohlengrube Vereinigt Feld des Lugau-Oelsnitzer Steinkohlenreviers eine Anstellung. Während des Kapp-Putsches 1923 stand Zierold in den Reihen der Zwickauer Arbeiterwehr. Gleichzeitig betätigte er sich als Jugendvertrauensmann des Deutschen Metallarbeiterverbandes. Im Anschluss an die Zeit der Inflation war Zierold immer wieder arbeitslos, zeitweilig arbeitete er auch in einer Gesenkschmiede in Aue. 1926 trat er der Roten Hilfe Deutschlands bei, im Jahr darauf wurde er wieder aus dem Bergbau entlassen. 
Nach einer Phase der Arbeitslosigkeit fand Zierold wieder eine Anstellung im Bereich des Steinkohlenwerks Vereinsglück, welches seit 1906 auch zur Gewerkschaft Deutschland gehörte. Von innerparteilichen Machtkämpfen abgeschreckt, trat er erst 1929 der KPD bei, nicht zuletzt deshalb, weil auch sein Arbeitsumfeld eine kommunistische Hochburg war. Noch im gleichen Jahr wurde er mit der Leitung der KPD-Ortsgruppe in seinem Heimatdorf betraut. 
Nach der nationalsozialistischen Machtergreifung wurde Zierold für einige Zeit in Schutzhaft genommen. In Ermangelung von Arbeitern in den Schächten wurde er aber einige Zeit später wieder freigelassen, unterlag aber der polizeilichen Überwachung. Nach einer nochmaligen Inhaftierung 1935 begann Zierold 1937 erneut als Grubenschmied in seiner Grube zu arbeiten. 1944 wurde er nochmals im Rahmen der Aktion Gitter verhaftet, alsbald wieder freigelassen, da er als Grubenschmied kaum ersetzbar war.
Nach Kriegsende 1945 übernahm Zierold erneut gewerkschaftliche Funktionen, er war Mitglied des sächsischen FDGB-Landesvorstandes und des Zentralvorstandes der IG Bergbau. Durch den Volksentscheid in Sachsen am 30. Juni 1946 wurde in der Folge die Werksleitung abgesetzt und Zierold rückte als zweiter Vorsitzender des Betriebsrates in die Werksleitung auf, da der Betriebsrat einige Zeit lang den Betrieb faktisch führte. Seine Rolle als Führungspersönlichkeit unterstreicht auch die Tatsache, dass er als Delegierter des II. Parteitags der SED 1947 eine Grußadresse des Steinkohlenwerkes Deutschland überbrachte.
Zum 1. Februar 1948 wurde Zierold offiziell als Werkleiter des VEB Steinkohlenwerk Deutschland eingesetzt. Als Adolf Hennecke am 13. Oktober 1948 beim benachbarten Lokalrivalen VEB Steinkohlenwerk „Karl-Liebknecht“ seine Hochleistungsschicht im Karl-Liebknecht-Schacht fuhr, organisierte Zierold mit den Bergleuten Böhm, Hage und Dietzmann am 22. Oktober 1948 eine Hochleistungsschicht in 1130 Meter Tiefe, die den bekannten Aktivisten noch übertraf. Antrieb waren dabei laut Zierold nicht sozialistische Lehrsätze, sondern der Gruben-Lokalpatriotismus. In der Folge entwickelte er das Steinkohlenwerk zu einer der Stützen der Steinkohlenversorgung in der sowjetischen Besatzungszone und später der DDR. Dies führte auch dazu, dass Zierold bereits 1949 bei der ersten Nominierung für die Kandidatenliste für den neugeschaffenen Nationalpreis für Wissenschaft und Technik berücksichtigt wurde. Die Nominierung kam allerdings erst nach einem bemerkenswerten Artikel von Gustav Sobottka, damals Leiter der Hauptverwaltung Kohle, im Neuen Deutschland unter der Überschrift Der Kohlenbergbau muß stärker berücksichtigt werden zustande. Darin kritisierte er heftig und in seltener Offenheit, das außer Adolf Hennecke kein weiterer Ingenieur oder Techniker der Kohlenindustrie für den Nationalpreis nominiert war. Dem Artikel folgte eine umfangreiche Vorschlagsliste mit 26 Personen aus dem Kohlenbergbau, von denen letztlich 5 geehrt wurden, Zierold jedoch nicht.*
Unter Zierolds Leitung wurde bis 1960 als VEB Steinkohlenwerk Deutschland eigenständig Kohle gefördert. Trotz der Wiederaufwältigung von bereits abgeworfenen Schächten und der Weiterverteufung auf bis zu 1200 m, was damals europäischen Teufenrekord darstellte, erwies sich das Grubenfeld als weniger ergiebig als erwartet. Daraufhin wurde die Förderung 1960 eingestellt und 1961 das VEB Steinkohlenwerk Deutschland mit dem VEB Steinkohlenwerk „Karl-Liebknecht“ zum 
VEB Steinkohlenwerk Oelsnitz/Erzgeb. zusammengelegt. Zierold, bereits zu dieser Zeit gesundheitlich geschädigt, ging in den Ruhestand. Bis 1963 gehörte er als Mitglied noch dem Zentralkomitee der SED, in welches er 1954 auf dem IV. Parteitag erstmals gewählt und 1958 auf dem V. Parteitag bestätigt wurde.
* Trotzdem wird er in verschiedenen Quellen als Nationalpreisträger bezeichnet

## Ehrungen
- 1953 Ehrentitel Verdienter Bergmann der DDR[4]
- 1956 Orden Banner der Arbeit[5]
- 1959 Vaterländischer Verdienstorden in Bronze und 1962 in Silber[6]